# Simsboro (Louisiane)
Simsboro est un village de la paroisse de Lincoln, dans l'État de Louisiane, aux États-Unis,. En 2020, il compte une population de 803 habitants.

## Démographie
Lors du recensement de 2010, le village comptait une population de 841 habitants, tandis qu'en 2020, elle s'élève à 803 habitants.